# プラネタリー波
プラネタリー波（プラネタリーは）とは、偏西風の波動のうちの1つである。
偏西風は南北に波打ちながら流れているが、そこには規模の違いで分けられる3つの波が存在している。最も規模が大きいのがこのプラネタリー波であり、惑星規模である。次に大きいのが総観規模の傾圧不安定波である。さらに小さいものは中小規模擾乱に伴う波であり、これは天気図上で確認することは不可能である。
このプラネタリー波は、主に大規模山脈（ヒマラヤ山脈など）、大陸と海洋の温度差などから発生する。このため、停滞性の波でありほとんど動かない。また、大規模山脈や大陸がほとんどない南半球ではほとんど発達しない。
波長は10,000km以上あり、地球を1周する間に2～3回ほど波打つ。